# Хауардс Гроув (Висконсин)
Хауардс Гроув (енгл. Howards Grove) град је у америчкој савезној држави Висконсин.

## Демографија
По попису из 2010. године број становника је 3.188, што је 396 (14,2%) становника више него 2000. године.
| Група             | 2000.         | 2010.         |
| Белци             | 2.747 (98,4%) | 3.110 (97,6%) |
| Афроамериканци    | 1 (0,0%)      | 12 (0,4%)     |
| Азијати           | 13 (0,5%)     | 18 (0,6%)     |
| Хиспаноамериканци | 21 (0,8%)     | 28 (0,9%)     |
| Укупно            | 2.792         | 3.188         |